# حسرت ابدی
حسرت ابدی (انگلیسی: Everlasting Regret) یک فیلم در ژانر ملودرام است که در سال ۲۰۰۵ منتشر شد. از بازیگران آن می‌توان به سامی چنگ، هو جون، و دانیل وو اشاره کرد. این فیلم در شصت و دومین جشنواره فیلم ونیز و چهل و یکمین جشنواره بین‌المللی فیلم شیکاگو به نمایش درآمد.